# Xian de Gadê
Le xian de Gadê (甘德县 ; pinyin : Gāndé Xiàn) est un district administratif de la province du Qinghai en Chine. Il est placé sous la juridiction de la préfecture autonome tibétaine de Golog.

## Démographie
La population du district était de 23 687 habitants en 1999.

## Personnalités
- Tulku Hungkar Dorje (1967-2025) y est né.